# Beli Manastir
Beli Manastir (maďarsky Pélmonostor) je město na severovýchodě Chorvatska, v regionu známém jako Baranja, na hlavním silničním a železničním tahu mezi Osijekem a maďarským městem Pécs. V roce 2011 zde žilo 10 016 obyvatel. Je sídlem stejnojmenné opčiny; administrativně spadá pod Osijecko-baranjskou župu.
Město je poprvé připomínáno v roce 1212. Svůj současný název má město od roku 1923 (do té doby byl znám jako Monoštor z maďarského názvu). Jugoslávské království investovalo jisté prostředky do rozvoje města z toho důvodu, že po roce 1918 a rozpadu Uherska mezi další sousední státy došlo k přetrhání spousty hospodářských vazeb s Maďarskem.
V roce 2015 zde byl během evropské migrační krize zřízen záchytný tábor pro uprchlíky.

## Externí odkazy

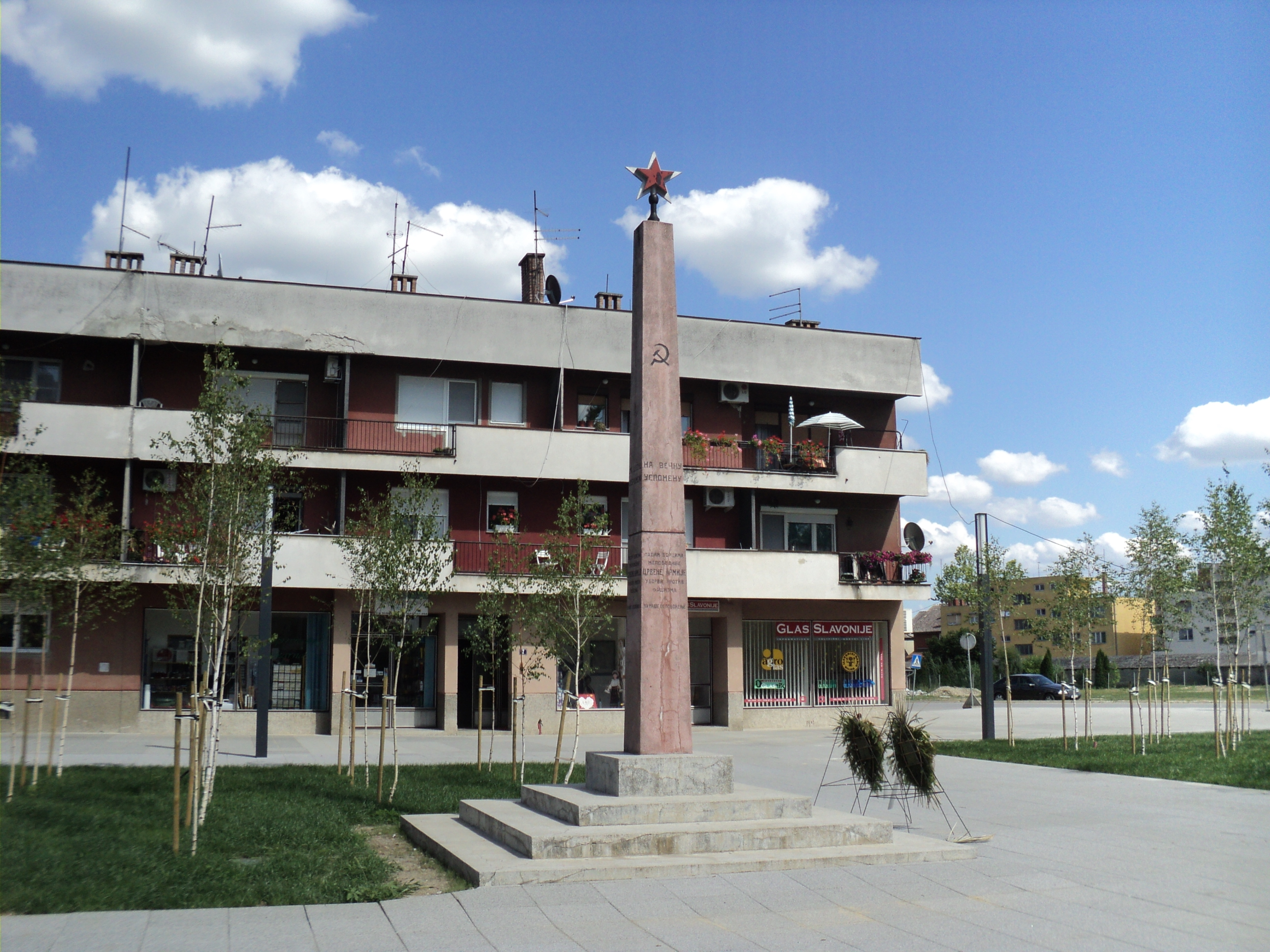
Památník Rudé armády v centru města